# نظام التصنيف الكيميائي العلاجي التشريحي رمز A
تصنيف A
من نظام التصنيف الكيميائي العلاجي التشريحي مخصص لأدوية الجهاز الهضمي والاستقلاب (بالإنجليزية: Alimentary tract and metabolism)‏وهو جزء من نظام التصنيف الكيميائي العلاجي التشريحي (بالإنجليزية:  Anatomical Therapeutic Chemical Classification System)‏ وهو نظام رقمي معتمد من منظمة الصحة العالمية لتصنيف الأدوية والمنتجات الطبية.
 | 